# 에리크 레밍
에리크 발데마르 레밍(스웨덴어: Eric Valdemar Lemming, 1880년 2월 22일 ~ 1930년 6월 5일)은 스웨덴의 육상 선수로, 여러 종목에서 활약하였다. 예테보리에서 태어나 사망한 그는 3개의 금메달을 포함한 7개의 올림픽 메달을 획득하였다.
1900년 파리 올림픽에서 첫 경험을 한 레밍은 높이뛰기와 포환던지기에서 4위를 하였다. 해머던지기에서도 4위를 하고, 원반던지기에서는 8위를 하였다.
멀리뛰기에도 참가한 레밍은 5.500m의 거리로 12명의 선수들 중 최하위를 기록했고, 세단뛰기에도 나갔으나 그의 등급과 길이가 알려지지 않았다.
1906년 중간 올림픽에서 4개의 메달 - 창던지기에서 금메달, 줄다리기, 5종 경기, 포환던지기에서 3개의 동메달을 획득하였다.
1908년 런던 올림픽에서 정식 창던지기와 자유형 창던지기(이 대회의 마지막 정식 종목)을 우승하였으며, 스톡홀름 올림픽에서는 창던지기에서 이전 경기들에서보다 6m 더 멀리 던져 2연승을 하였다.